# Kaolinit
A kaolinitfélék a fillo- vagy rétegszilikátok alosztályának agyagásványok alcsoportjába tartozó ásványcsoport. 
A kaolin természetben előforduló lágy, porózus agyag, amely a kaolinit ásványcsoportba tartozik. A kaolin fő összetevője a kaolinit, emellett gyakran tartalmaz kvarcot.
A kaolin elnevezés eredete első lelőhelyeinek egyikéből származik: Kao (magas) Ling (hegy) (kínai).
A Magyarhoni Földtani Társulat a 2022-es év ásványának jelölte a gipsz és a magnetit mellett, bár a címet a magnetit nyerte el.

## Kémiai és fizikai tulajdonságaik
- A csoport ásványai: kaolinit, dickit, nakrit, halloysit, hydrohalloysit (endelit).
- Képletük:
  - kaolinit, dickit, nakrit: Al4[Si4O10(OH)8]
  - a halloysit és a hydrohalloysit (endelit) molekuláris vizet is tartalmaz: Al4[Si4O10(OH)8](H2O)4
- Szimmetriájuk: kaolinit triklin; dickit, nakrit, halloysit és a hydrohalloysit (endelit) monoklin
- Sűrűségük: kaolinit, dickit, nakrit 2,6 g/cm³; halloysit, hydrohalloysit (endelit) 2-2,2 g/cm³
- Keménységük: 1-2 (a Mohs-féle keménységi skála alapján)
- Hasadásuk: tökéletes
- Színük: fehér, sárgás, illetve barnás vagy zöldes árnyalatú
- Fényük: nagyobb pikkelyeken gyöngyházfényű

## Szerkezetük
Kétrétegű: a tetraéderes [Si4O10] szilikátsíkhoz hidrargillit szerkezetű, oktaéderes Al(OH)3 réteg kapcsolódik. Az egymásra következő rétegek hidrogénhíd kötéssel (O- és OH-ionokon keresztül) kapcsolódnak, ami a változatos egymás fölötti helyzetből adódó szerkezeti variációkhoz vezet (kaolinit, dickit, nakrit).
A halloysitnak cső alakú, feltekeredett kristályai vannak. Ennek magyarázata az, hogy a hidrargillit réteg és [Si4O10] szilikátsík rácsállandója eltér (8,62, illetve 8,93 Å), ezért a két egybeépült réteg a méretkülönbségek miatt feltekeredik. A kaolinit, dickit és nakrit esetében a hidrogénhíd kötés elég erős ahhoz, hogy a feltekeredést megakadályozza, míg a halloysit kettős rétegei között vízmolekulák is vannak, ami miatt a hidrogénhíd kötések meggyengülnek.

## Megjelenési formái, genetikája
A kaolinit földes szerkezetű, finom pikkelyekből álló halmazokat alkot. A dickit kristályai nőnek a legnagyobbra a csoportban (5 mm). A dickit és nakrit gyakran alkot sugaras, legyezőszerű, apró halmazokat.
A csoport ásványai földpátok, földpátpótlók és más alumínium-szilikátok hidrolitos lebontásával, másodlagosan képződnek. Elsősorban a savanyú vulkáni kőzetek (riolit) kaolinosodnak. Magyarországon a Tokaj-hegységben vannak telepei.

## Ipari alkalmazásaik
Kerámia- és tűzállóanyag-gyártás
Kerámia- és tűzállóanyag-gyártásban alapvető nyersanyagok. Az ebből a célból bányászott porcelánföld (vagy kaolin) túlnyomó része kaolinit ásványból áll.
Kozmetika ipar
Egyedi kristályos szerkezetének és finom szemcséinek köszönhetően elsősorban tisztító és nedvszívó hatása miatt alkalmazzák a kozmetikai iparban. A kaolin felhasználása, mint kozmetikai alapanyag: mechanikai hámlasztó, nedvszívó, csomósodásgátló, dúsító töltelékanyag, kozmetikai színezék, opálosító.

## Rokon ásványfajok
- csillámok
- kloritfélék
- szerpentinásványok
- agyagásványok